# Unione Sportiva Viareggio 1926-1927
Questa voce raccoglie le informazioni riguardanti lo Unione Sportiva Viareggio nelle competizioni ufficiali della stagione 1926-1927.

## Stagione
1ª edizione del terzo livello del campionato italiano di calcio, dopo la riforma della Carta di Viareggio.
Si chiama sempre Seconda Divisione, ma è un livello sotto.
Il Club cambia nome in Unione Sportiva. Gioca nel nuovo impianto Polisportivo in Darsena.
Non Partecipa al secondo trofeo Coppa Italia. Trofeo, che non si concluderà.

## Rosa
| N. |                   | Ruolo | Calciatore          |
| -- | ----------------- | ----- | ------------------- |
|    | Italia (bandiera) | A     | Guido Barghini      |
|    | Italia (bandiera) | D     | Giuseppe Belli      |
|    | Italia (bandiera) | D     | Elisio Barsanti     |
|    | Italia (bandiera) | A     | Sergio Bernardinis  |
|    | Italia (bandiera) | A     | Mario Bertolucci    |
|    | Italia (bandiera) | P     | Vittorio Falcinelli |
|    | Italia (bandiera) | D     | Osvaldo Faraoni     |
|    | Italia (bandiera) | C     | Vittorio Fedi       |
|    | Italia (bandiera) | D     | Mario Gazzentini    |
|    | Italia (bandiera) | C     | Alfio Giorgetti     |
|    | Italia (bandiera) | C     | Egisto Giorgetti    |
|    | Italia (bandiera) | A     | Salvatore Giorgetti |
|    | Italia (bandiera) | P     | Gualtiero Graziani  |

| N. |                   | Ruolo | Calciatore        |
| -- | ----------------- | ----- | ----------------- |
|    | Italia (bandiera) | C     | Edgardo Marchetti |
|    | Italia (bandiera) | C     | Gino Lemmetti     |
|    | Italia (bandiera) | C     | Elio Micheli      |
|    | Italia (bandiera) | D     | Renato Puccinelli |
|    | Italia (bandiera) | A     | Osvaldo Santucci  |
|    | Italia (bandiera) | C     | Antonio Rossi     |
|    | Italia (bandiera) | C     | Cesare Simonini   |
|    | Italia (bandiera) | A     | Angelo Tomei      |